# 400-летие народного ополчения Козьмы Минина и Дмитрия Пожарского
«400-летие народного ополчения Козьмы Минина и Дмитрия Пожарского» — серия памятных монет Центрального банка Российской Федерации, посвящённых народному ополчения 1612 года.

Второе народное (нижегородское) ополчение, второе земское ополчение — возникшее в сентябре 1611 года в Нижнем Новгороде для борьбы с польскими интервентами. Продолжало активно формироваться во время пути из Нижнего Новгорода в Москву, в основном в Ярославле в апреле — июле 1612 года. Состояло из отрядов горожан, крестьян центральных и северных районов России, нерусских народностей Поволжья. Руководители — Кузьма Минин и князь Дмитрий Пожарский. В августе 1612 года с частью сил, оставшихся под Москвой от Первого ополчения, разбило польскую армию под Москвой, а в октябре 1612 года — полностью освободило столицу.

## История выпуска
В данной серии всего три монеты. Все они относятся к памятным монетам из драгоценных металлов, в данном случае — из серебра. Все монеты отчеканены в январе 2012 года в честь годовщины второго новгородского ополчения.
- Монета из серебра 925-й пробы номиналом 3 рубля тиражом 5 000 штук[1].
- Монета из серебра 925-й пробы номиналом 25 рублей тиражом 1 000 штук[2].
- Монета из серебра 925-й пробы номиналом 100 рублей тиражом 500 штук[3].

- 3-рублёвая монета из серебра 925-й пробы (2012, аверс)
- 3-рублёвая монета из серебра 925-й пробы (2012, реверс)
- 25-рублёвая монета из серебра 925-й пробы (2012, аверс)
- 25-рублёвая монета из серебра 925-й пробы (2012, реверс)
- 100-рублёвая монета из серебра 925-й пробы (2012, аверс)
- 100-рублёвая монета из серебра 925-й пробы (2012, реверс)